# Zimolez obecný
Zimolez obecný (Lonicera xylosteum) je menší až středně velký keř vysoký 1–3 m z čeledi zimolezovité (Caprifoliaceae). Má husté křivolaké větve a podobně jako jiní zástupci rodu Lonicera je typický květy a plody vyrůstajícími po dvou na jedné stopce. Druhový název L. xylosteum poukazuje na jeho tvrdé dřevo.

## Taxonomie

### České názvy
Podle biolib.cz je pro druh s označením zimolez obecný je používáno více rozdílných názvů, například zimolez pýřitý.

### Vědecké názvy
Podle biolib.cz je pro druh s označením zimolez obecný (Lonicera xylosteum) používáno více rozdílných názvů, například Caprifolium dumetorum, Caprifolium xylosteum, Chamaecerasus dumetorum, Chamaecerasus xylosteum, Euchylia villosa.

## Popis
Bohatě větvený keř s tenkými sivými, později tmavohnědými až červenohnědými letorosty o tupě čtyřhranném průřezu, s nahnědlým okrajem dřeně. Letorosty jsou pýřité až olysalé, na rozdíl od zimolezu černého duté.
Pupeny dlouze kuželovité, od lodyhy slabě odstálé, na vrcholu s chomáčkem bělavých chlupů. Vrcholový pupen jeden, postranní pupeny v paždí listu často 2–3 nad sebou; spodní pupen bývá největší. Tyto mohou postupně všechny vyrašit, takže letorosty jsou pak uspořádané vějířovitě, kdy vede až 6 větviček z jednoho nodu.
Listy vstřícné, krátce řapíkaté, nemají palisty. Čepel listů je celokrajná, široce vejčitě eliptická, 3–7 cm dlouhá, na líci roztroušeně chlupatá, na rubu hustě pýřitá. Dlouhé bělavé chlupy přesahují okraj listu.
Zimolez kvete poměrně záhy z jara, v teplejších oblastech již od dubna, jinak během května. Květy o velikosti 1,0–1,5 cm vyrůstají po dvou na krátké stopce a mají nejprve bílou, později žlutavou barvu. Květ je složen z pěticípého kalichu a dvoupyské koruny, obsahuje pět tyčinek. Semeníky sousedních květů na bázi mohou výjimečně srůstat.
V době plodu je nápadný kulatými leskle červenými bobulemi o průměru 6–8 mm umístěnými po dvou na jedné stopce. Plod obsahuje 4 semena.

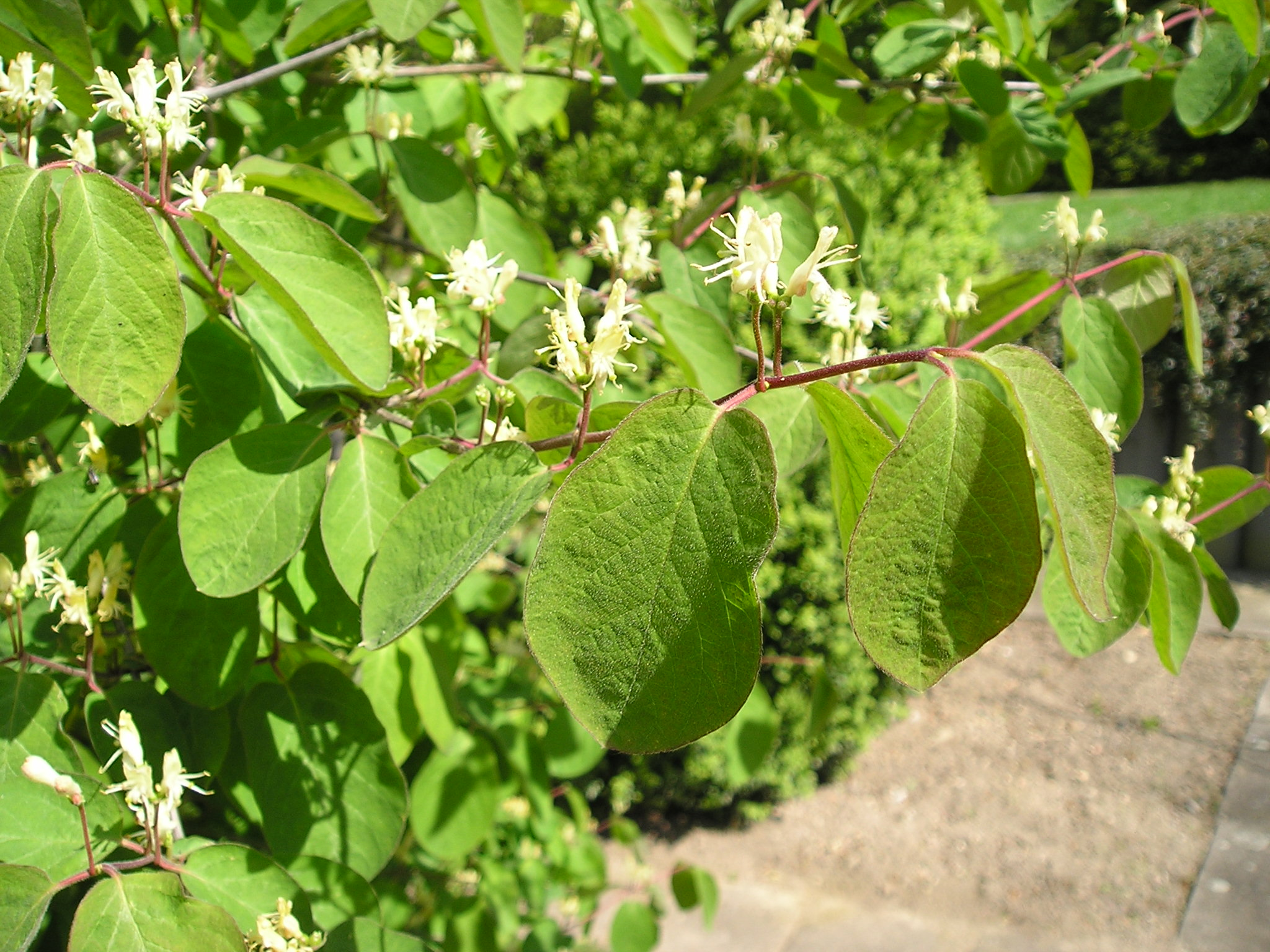
Kvetoucí zimolez obecný

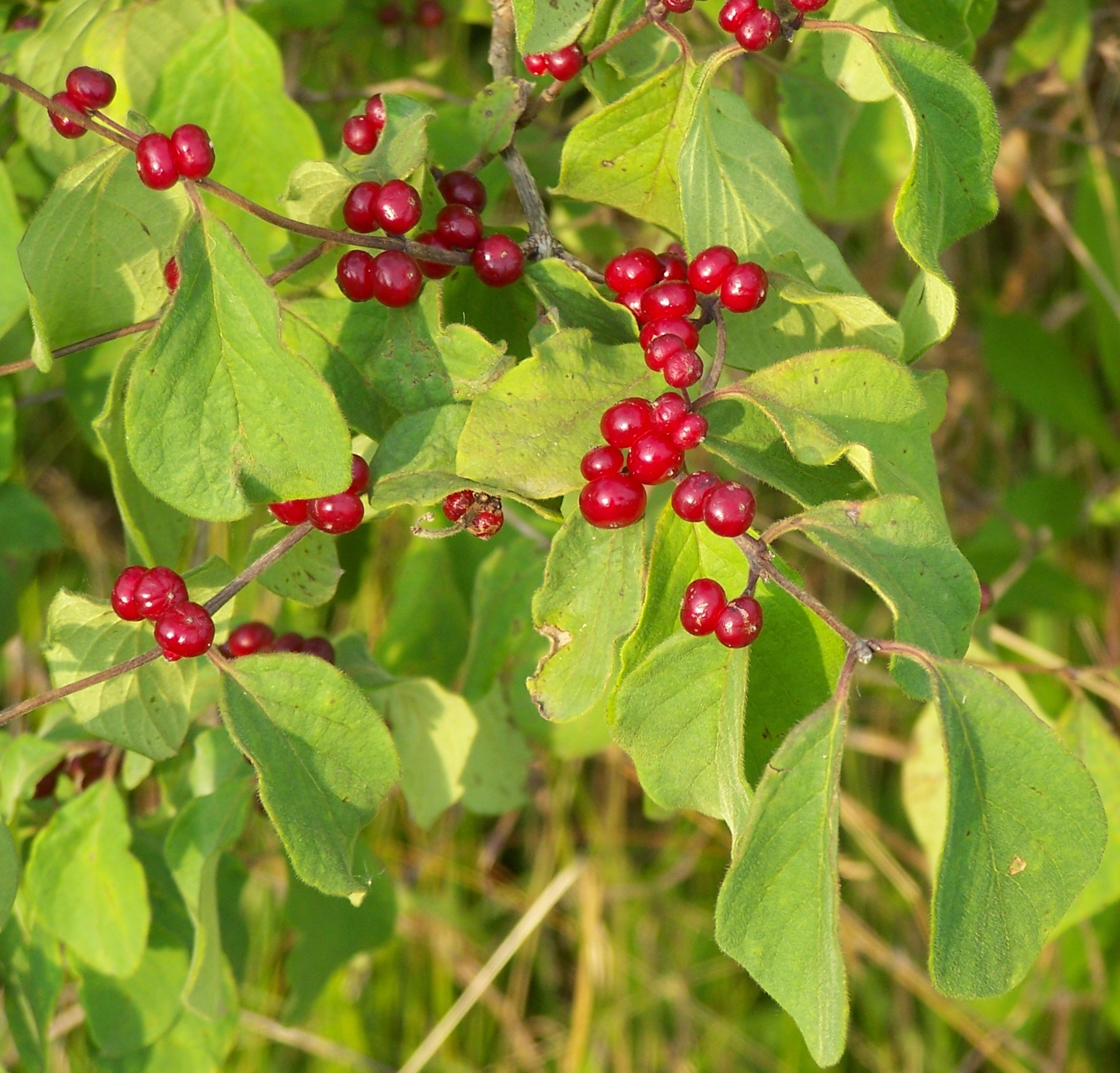
Plody zimolezu obecného

## Rozšíření
Zimolez je eurasijský keř, jehož areál na východě zasahuje přes jihozápadní Sibiř až na Altaj. V Evropě chybí jen v teplém Středomoří a na chladném severovýchodě.
Na území České republiky se jedná o druh křovinatých strání a podrostová dřevina smíšených listnatých porostů v teplejších polohách celého území. Někdy je ptactvem druhotně hojně rozšířen na pasekách a světlinách, může také zplaňovat z parkových výsadeb. Vyskytuje se roztroušené až dosti hojně na území celého státu v rozmezí nadmořských výšek 300–500 m n. m. V nížinách je hojnější v Čechách než na Moravě.

## Ekologie
Snáší silné zastínění, i když obvykle obsazuje slunná místa. Přizpůsobuje se i polohám s dočasným nedostatkem vláhy. Roste převážně na živných podkladech, často a vápencích. Uplatňuje se i na chudších půdách. Typickými stanovišti jsou světlé mezofilní listnaté lesy, suťové lesy a lesní pláště, dále také lesostepní šípákové doubravy a pastviny. Velmi časně raší.

## Význam
Je to vhodný druh do volně rostoucích živých plotů a nenáročná krycí dřevina pro rekultivace s tím že porost tohoto druhu plochu snadno a rychle zaroste a může se šířit. Roste bujně, při pravidelném řezu velmi bujně. Zapleveluje, šíří se snadno semenem, podráří do okolí výmladky a šíří se i zakořeňováním poléhavých větví (hřížením). Pro svou agresivitu druh není vhodný pro běžné výsadby, ačkoliv je v době květu dekorativní. Nelze jej udržovat do výšky 1,5 m a jen s velkými nároky na pravidelnou údržbu jako řezaný živý plot. Potom je ovšem výsledkem nekvetoucí metlatý vyholující keř silně podrážející výmladky do okolí. Jako řezem udržované dřeviny, živého ploty, se časem stávají nevzhlednými, vysoké se silně rozklesávají, nižší silně zmlazují. V Evropě trpí mšicemi, je spojován zvláště s druhem Hyadapsis foeniculi  v USA není silně náchylný k poškozování mšicemi. Druh trpí padlím. Patří mezi opadavé dřeviny.
Výmladky do okolí znesnadňují údržbu okolí a zvyšují tak nároky na údržbu. Keř poměrně rychle stárne, rozklesává se, vyholuje, silně prosychá, a opět samovolně regeneruje. Zmlazení košatého nepravidelně rostoucího keře s velmi pevným dřevem fyzicky náročnější oproti jiným druhům. Je odolný vůči exhalacím je doporučován k výsadbě do znečištěného městského prostředí. Dobře regeneruje a poměrně dobře snáší i silné poškozování dětmi v mateřských školkách.
Využití v praxi je s ohledem na vlastnosti druhu nepatrné, ačkoliv v druhé polovině 20. století byl široce vysazován v parcích a nahodile v sídlištích. Byl ve výsadbách na počátku 21. století, s rozvojem školkaři nabízeného sortimentu dřevin velmi rychle nahrazen jinými druhy. Přesto je, snad z neznalosti okolností, vysazován a doporučován, ačkoliv zcela výjimečně, v 21. století. Neměl by být ovšem vysazován v okolí dětských hřišť, protože jeho bobule jsou při požití mírně jedovaté. Použití druhu v dekorativních výsadbách by mělo být dobře zdůvodněno z důvodů vyšších nároků na údržbu oproti jiným druhům a zanedbatelné dekorativní hodnotě.
V minulosti se ze žlutavého, pevného dřeva zhotovovaly různé drobné předměty..

## Podobné druhy
K podobným druhům, které je možné v přírodě ČR najít, patří domácí zimolez černý a nepůvodní zimolez tatarský.

## Toxicita
Plody jsou uváděny jako jedovaté pro člověka, pro koně, zajíce, králíky, další hlodavce a pro ptáky. Pokusní králíci po pozření 5–7 bobulí trpěli průjmem a močením, ochrnuli a uhynuli.
Bobule chutnají hořce. Toxicita je pravděpodobně způsobena obsahem saponinů. Otrava je udávána po požití 30 bobulí. Prvním projevem otravy jsou bolesti na hrudi po pozření pěti bobulí. Při silné otravě je projevem silné zvracení, bolesti břicha, průjem, horečka a studený pot.